# オレら降臨!
『オレら降臨!』（オレらこうりん!）は、杉山美和子による日本の漫画作品。サブタイトルは「愛とか恋とか世界とか」（あいとかこいとかせかいとか）。『ChuChu』（小学館）にて、2009年1・2月合併号から2010年2月号（休刊号）まで連載された。

## 登場人物
影山 りあ（かげやま りあ）
高1の超不幸体質少女。巨乳。ひよこの形のヘアピンをつけている。誠実の教会で暮らしている。
五十嵐 恋二（いがらし れんじ）
高1のヤンキー少年。入学してから3日で1年から3年の男子をねじ伏せ舎弟にした剛腕の持ち主。童貞。りあとの最初の出会いで巨乳に興奮して鼻血を出した。
猪熊 金造（いのくま きんぞう）
高1の美形の少年。入学してから3日で1年から3年の女子の心を手中にした美貌の持ち主。実家がお寺。りあを一目見て気に入ってしまい、自分のものだと言い張る。
誠実（まさみ）
牧師。りあと暮らしている。りあの保護者的なポジション。

## 書誌情報
- 杉山美和子 『オレら降臨!〜愛とか恋とか世界とか〜』 小学館〈ちゅちゅコミックス〉、全3巻
  1. 2009年7月発行[2]（7月24日発売）、ISBN 978-4-09-132689-8
  2. 2009年11月発行[3]（10月30日発売）、ISBN 978-4-09-132809-0
  3. 2010年5月発行[4]（4月28日発売）、ISBN 978-4-09-133139-7
- 杉山美和子 『オレら降臨!』［新装版］ 小学館〈Sho-Comiフラワーコミックス〉、全3巻
  1. 2012年7月26日発売[5]、ISBN 978-4-09-134222-5
  2. 2012年7月26日発売[6]、ISBN 978-4-09-134578-3
  3. 2012年7月26日発売[7]、ISBN 978-4-09-134579-0